# Kultura gandhárských hrobů
Kultura gandhárských hrobů, též svátská kultura, je archeologická kultura doby bronzové a železné, rozšířená v údolí řeky Svát v severním Pákistánu přibližně mezi lety 1 800–400 př. n . l. Navazovalo na ni starověké království Gandhára. Mezi nejvýznamnější místa vykopávek patří Aligrama v okresu Svát a Hathial v blízkosti Taxily. Jejími nositeli byli pravděpodobně Indoárjové, konkrétně snad Dardové nebo Núristánci.
Kultura je známa především z více než třiceti pohřebišť, zpravidla umístěných v blízkosti řek. V nich jsou pohřbena skrčená těla, často obrácená na sever, ve spodní komoře společně s různými předměty, zatímco horní komora je naplněna zeminou a dřevěným uhlím. Zatímco mužská těla jsou otočena na pravý bok, ženská jsou na boku pravém, což odpovídá dalším raným indo-árijským kulturám jako Biškent, Vachš a Tazabagjab. Existují však také hroby, které vzdáleně připomínají pohřbívání v pohřební kultuře H, tedy v pozdní fázi harappské civilizace. Jiné hroby zase obsahují urny, někdy s vyobrazenou tváří, se zpopelněnými ostatky. Pohřební výbava zahrnuje především nádoby, zejména na pití a s ornamenty, pro muže zbraně a břitvy, pro ženy vřetena. Objevují se také figurky lidí a zvířat z kosti či alabastru nebo pozůstatky masa vysoké zvěře, koz a ovcí, zajíců a koní.
Sídla jsou tvořena polozemnicovými domy a významnějšími budovami obklopenými valy, keramika s černošedým leštěným povrchem se podobá dobovým výrobkům z Íránské vysočiny a Afghánistánu, užití motivu páva ji zase spojuje s pohřební kulturou H. Nalezeno bylo také dovozové zboží: mušle z Arabského moře, jadeit ze Sin-ťiangu a afghánský lapis lazuli. Lid gandhárské kultury se věnoval převážně zemědělství, a to jak pěstování plodin, tak chovu dobytka, který byl doplněn lovem. Mezi nejčastěji pěstované plodiny patřila pšenice, ječmen, rýže, čočka, hrách, len a vinná réva, chován byl skot zebu, ovce a kozy, prasata a psi. Významný byl i chov koní nahrazující chov oslů v raných fázích kultury, který nejspíše zahrnoval i produkci masa.